# Țesut limfoid asociat mucoaselor

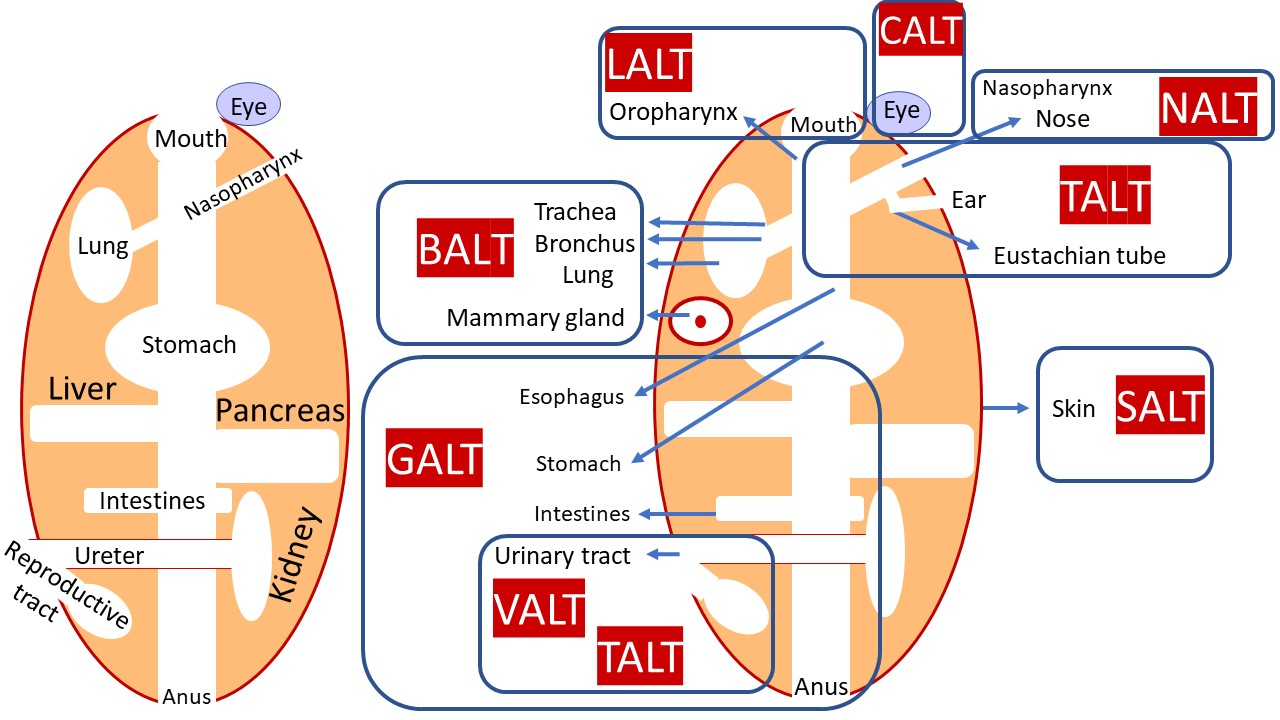
Componentele MALT-ului.

Țesutul limfoid asociat mucoaselor sau sistemul imunitar al  mucoaselor sau MALT (acron. pentru Mucosa-Associated Lymphoid Tissue) sunt infiltrate celulare difuze și aglomerări de limfocite mai mult sau mai puțin organizate, prezente în mod normal în mucoasa intestinului (GALT), în peretele arborelui respirator (BALT), în peretele canalelor urinare și în alte mucoase. Aceste structuri au un rol important în apărarea antimicrobiană la nivelul mucoaselor. MALT-ul este considerat ca o subdiviziune particulară, specializată, a sistemului imun.
MALT-ul poate fi prezent în stare normală, de exemplu în plăcile lui Peyer din intestinul subțire, sau poate apărea în timpul proceselor inflamatorii cronice, de exemplu în țesutul limfoid al mucoasei gastrice în gastrita cronică. MALT-ul poate fi sediul unor limfoame, cunoscute sub numele de limfoame MALT, care reprezintă cea mai frecventă formă al limfomului gastric.
Țesutul limfoid asociat arborelui bronșic sau BALT-ul (acron. de la Bronchial-Associated Lymphoid Tissue sunt aglomerări de limfocite infiltrate în mod normal în peretele bronhiilor, cu rol în apărarea antimicrobiană la nivelul mucoasei și  reactivitatea organismului față de antigenele inhalate, care vin în contact cu structurile sistemului imunocitar localizate la nivelul căilor respiratorii. BALT-ul este considerat uneori ca o subdiviziune specializată a sistemului imun asemănător aglomerărilor limfoide asociate mucoasei tubului digestiv (GALT) sau celulelor limfoide asociate dermului (DALT). 
Mucoasele prezintă o suprafață imensă, vulnerabilă, de contact permanent al agenților patogeni cu organismul-gazdă (circa 300 m2 în cazul mucoasei digestive și circa 80 m2 în cazul celei respiratorii). În cursul evoluției au apărut mecanisme imunitare specifice și nespecifice care inhibă colonizarea, invazia și apariția bolii.  Cooperând cu sistemul imunitar global țesutul limfoid asociat mucoaselor asigură recunoașterea diferitelor substanțe străine ingerate sau inhalate prezente în secrețiile mucoaselor, declanșează răspunsul imun și, pe calea circuitului sangvin, eliberează celule efectoare active atât local cât și pe alte mucoase la distanță, precum și producerea de anticorpi capabili să respingă microorganismele potențial invadante. Clasa majoră de anticorpi produși este reprezentată de IgA de secreție - sIgA (circa 2 g/zi la omul de 70 kg; 60-70% din producția de anticorpi), rezistentă la degradarea proteolitică. Secretată în țesuturile limfoide ale mucoaselor trece prin epiteliul mucoaselor în lumenul organelor unde leagă, neutralizează și blochează antigenele străine și microorganismele. Dintre imunocite participă limfocitele intraepiteliale (în special, limfocitele T), dispersate sau organizate în foliculi limfoizi, și ca populații frecvent numeroase de limfocite Β subepiteliale în mucoase, ca plăcile Peyer sau în amigdale.